# Roberto I de Dreux
Roberto I de Dreux, cognominado o Grande (1123 — 11 de outubro de 1188), foi conde de Dreux e Senhor do Castelo de Brie-Comte-Robert.
Era o quinto dos nove filhos do rei Luís VI da França e de Adelaide de Saboia. Em 1137, recebeu de seu pai o Condado de Dreux como apanágio. Ele o manteve até 1184, quando passou-o a seu filho mais velho.
Com seu irmão, o rei Luís VII da França, participou na Segunda Cruzada, em 1147, e no Cerco de Damasco, em 1148. Antes do fim da cruzada, voltou a França e montou uma conspiração contra seu irmão, o rei, na esperança de adquirir poder. Suas ações, no entanto, foram sucessivamente rebatidas pelo abade Suger de Saint-Denis, que garantiu a preservação da regência durante a falta do rei.
Em 1154, participou do cerco de Séez, na Normandia, e, em 1158, combateu os ingleses.

## Relações familiares

Brasão de Armas da Casa de Dreux.

Foi filho do rei Luís VI da França e de Adelaide de Saboia.
Casou por três vezes, a primeira em 1139 com Inês de Garlande, condessa de Rochefort-en-Yvelines (1125 —?) de quem teve:
1. Simão de Dreux, Senhor de La Noue (1141 — 1144).

O segundo casamento aconteceu em 1144 e foi com Edviges de Évreux (1130 —?) de quem teve:
1. Alice de Dreux (1144 — 1209) casou 4 vezes, a primeira com Valeriano III de Breteuil, Senhor de Breteuil, a segunda com Guido II de Châtillon, Senhor de Châtillon, a terceira com João de Thourotte, Senhor de Thourotte e a quarta com Raul III de Nesle, conde de Soissons.

O terceiro casamento ocorreu em 1152 e foi com Inês de Baudement (1130 — 24 de julho de 1204) senhora de Brie-Comte-Robert e filha de Guido de Baudement e de Alícia de Braine, de quem teve:
1. Roberto II de Dreux, conde de Dreux (1154 — 1218) casou por duas vezes, a primeira com Matilde de Borgonha, condessa de Vitteaux e a segunda com Iolanda de Coucy.
2. Ana de Dreux casou com Eustáquio II "O velho de Fiennes"
3. Henrique de Dreux, bispo de Orleães (1155 — 1198)
4. Alice de Dreux (1156 — 1217) casou com Raul I de Coucy, Senhor de Coucy e de Marle.
5. Filipe de Dreux, conde e bispo de Beauvais (1158 — 1217)
6. Isabel de Dreux, senhora de Arc-en-Barrois casou com Hugo III, Senhor de Broyes.
7. Pedro de Dreux (1161 — 1188).
8. Guilherme de Dreux, Senhor de Braye e de Torcy (1163 — 1185).
9. João de Dreux (1164 — 1188).
10. Massília de Dreux (1166 — 1200) prioreza de Wareville.
11. Margarida de Dreux (1167 —?) prioreza de Charmes.

## Bibliografa
- Gislebertus de Mons, Crônica de Hainaut , Trans. Laura Napran, Boydell Press, 2005.
- Medieval França: uma enciclopédia , Ed. William W. Kibler, Routledge, 1995.
- Michel, Edmond, Histoire de la ville de Brie-Comte-Robert , Vol.1, Dujarric & Cie, 1902.
- Power, Daniel, A fronteira Norman nos séculos XII e XIII cedo , Cambridge University Press, 2004.